# 西野カイン
西野 カイン（にしの カイン、2001年 -　）は、日本の芸術家。福井県越前町出身。
「病んでいる時代」に共感される絵を制作。福井、東京を拠点に全国各地をライブペイントで巡っている。
主に白と黒の二色で描かれる細密な線が独特の世界観を表現している。幼少期から絵や音楽に没頭し、独学で活動。
NHKにも短編ドキュメンタリーとして取り上げられる。(孤独を描いて)